# Штајнбах ам Глан
Штајнбах ам Глан (њем. Steinbach am Glan) општина је у њемачкој савезној држави Рајна-Палатинат. Једно је од 98 општинских средишта округа Кузел. Према процјени из 2010. у општини је живјело 902 становника. Посједује регионалну шифру (AGS) 7336096.

## Географски и демографски подаци
Штајнбах ам Глан се налази у савезној држави Рајна-Палатинат у округу Кузел. Општина се налази на надморској висини од 301 метра. Површина општине износи 6,8 km². У самом мјесту је, према процјени из 2010. године, живјело 902 становника. Просјечна густина становништва износи 133 становника/km².

## Међународна сарадња
| Мјесто | Држава    | Врста сарадње | Од    |
| ------ | --------- | ------------- | ----- |
| Бутен  | Француска | пријатељство  | 1985. |
| Извор  |           |               |       |